# Capo Pecora
Capo Pecora este o arie protejată (arie specială de conservare — SAC, sit de importanță comunitară — SCI) din Italia întinsă pe o suprafață de 3.823 ha, din care 10 % marine.

## Localizare
Centrul sitului Capo Pecora este situat la coordonatele 39°28′06″N 8°26′25″E / 39.468333°N 8.440278°E.

## Înființare
Situl Capo Pecora a fost declarat sit de importanță comunitară în septembrie 1995 pentru a proteja 1 specie de plante și 13 specii de animale. Situl a fost protejat și ca arie specială de conservare în aprilie 2017.

## Biodiversitate
Situată în ecoregiunea mediteraneană, aria protejată conține 21 de habitate naturale: Straturi cu Posidonia (Posidonion oceanicae), Recifuri, Peșteri marine scufundate complet sau parțial, Galerii și tufărișuri riverane sudice (Nerio-Tamaricetea și Securinegion tinctoriae), Păduri de Quercus suber, Tufărișuri termo-mediteraneene și de pre-deșert, Faleze cu vegetație de Limonium spp. endemic de pe coastele mediteraneene, Dune cu tufărișuri sclerofile Cisto-Lavenduletalia, Păduri de Olea și Ceratonia, Dune cu vegetație ierboasă Malcolmietalia, Dune de coastă cu Juniperus spp., Pseudostepă cu ierburi și specii anuale de Thero-Brachypodietea, Dune de pe litoral fixate cu Crucianellion maritimae, Păduri de Quercus ilex și Quercus rotundifolia, Vegetație anuală la limita mareei, Matorral arborescenți cu Juniperus spp., Dune mobile de-a lungul țărmului cu Ammophila arenaria („dune albe”), Dune mobile cu vegetație embrionară, Golfuri mici largi și golfuri puțin adânci, Phrygana endemică cu Euphorbio-Verbascion, Păduri aluvionare cu Alnus glutinosa și Fraxinus excelsior (Alno-Padion, Alnion incanae, Salicion albae).
La baza desemnării sitului se află mai multe specii protejate:
- plante (1): Linaria flava
- păsări (10): Alectoris barbara, fâsă-de-câmp (Anthus campestris), pasărea ogorului (Burhinus oedicnemus), Calonectris diomedea, șoim călător (Falco peregrinus), Larus audouinii, ciocârlie de pădure (Lullula arborea), Phalacrocorax aristotelis desmarestii, chiră de baltă (Sterna hirundo), chiră mică (Sternula albifrons)
- mamifere (2): Cervus elaphus corsicanus, liliacul mediteranean cu potcoavă (Rhinolophus euryale)
- reptile (1): Euleptes europaea

Pe lângă speciile protejate, pe teritoriul sitului au mai fost identificate 24 de specii de plante, 20 de specii de păsări, 2 specii de amfibieni.